# La Ferté-Imbault
Pour les articles homonymes, voir La Ferté (homonymie).
La Ferté-Imbault est une commune française située dans le département de Loir-et-Cher en région Centre-Val de Loire.
Localisée à l'est du département, la commune fait partie de la petite région agricole « la Grande Sologne », vaste étendue de bois et de prés aux récoltes médiocres. Avec une superficie de 5 002 ha en 2017, la commune fait partie des 20 communes les plus étendues du département.
L'occupation des sols est marquée par l'importance des espaces agricoles et naturels qui occupent la quasi-totalité du territoire communal. Plusieurs espaces naturels d'intérêt sont présents dans la commune : un site natura 2000 et trois zones naturelles d'intérêt écologique, faunistique et floristique (ZNIEFF). En 2010, l'orientation technico-économique de l'agriculture dans la commune est la culture des céréales et des oléoprotéagineux. À l'instar du département qui a vu disparaître le quart de ses exploitations en dix ans, le nombre d'exploitations agricoles a fortement diminué, passant de 7 en 1988, à 0 en 2000, puis à 3 en 2010.
Le patrimoine architectural de la commune comprend deux bâtiments portés à l'inventaire des monuments historiques : la chapelle Saint-Taurin de La Ferté-Imbault, classée en 1875, et le château de La Ferté-Imbault, inscrit en 1989.

## Géographie

### Localisation et communes limitrophes
La commune de Ferté-Imbault se trouve à l'est du département de Loir-et-Cher, dans la petite région agricole de la Grande Sologne,. À vol d'oiseau, elle se situe à 52,3 km  de Blois, préfecture du département, à 16 km de Romorantin-Lanthenay, sous-préfecture, et à 8,5 km de Salbris, chef-lieu du canton de la Sologne dont dépend la commune depuis 2015. La commune fait en outre partie du bassin de vie de Salbris.
Les communes les plus proches sont : 
Selles-Saint-Denis (2,5 km), Salbris (8,5 km), Loreux (9,4 km), Theillay (10,2 km), Marcilly-en-Gault (10,8 km), Villeherviers (12,1 km), Châtres-sur-Cher (13,8 km), Mennetou-sur-Cher (14,5 km) et Thénioux (14,6 km) (18).
| Marcilly-en-Gault  | Saint-Viâtre     | Salbris           |
| Selles-Saint-Denis | La Ferté-Imbault | Salbris           |
| Châtres-sur-Cher   | Méry-sur-Cher    | Theillay, Vierzon |

### Climat
Pour des articles plus généraux, voir Climat du Centre-Val de Loire et Climat de Loir-et-Cher.
En 2010, le climat de la commune est de type climat océanique dégradé des plaines du Centre et du Nord, selon une étude du CNRS s'appuyant sur une série de données couvrant la période 1971-2000. En 2020, Météo-France publie une typologie des climats de la France métropolitaine dans laquelle la commune est exposée à un climat océanique altéré et est dans la région climatique Centre et contreforts nord du Massif Central, caractérisée par un air sec en été et un bon ensoleillement.
Pour la période 1971-2000, la température annuelle moyenne est de 11,1 °C, avec une amplitude thermique annuelle de 15,2 °C. Le cumul annuel moyen de précipitations est de 707 mm, avec 10,5 jours de précipitations en janvier et 6,9 jours en juillet. Pour la période 1991-2020, la température moyenne annuelle observée sur la station météorologique de Météo-France la plus proche, dans la commune de Theillay à 10 km à vol d'oiseau, est de 12,0 °C et le cumul annuel moyen de précipitations est de 810,9 mm,. Pour l'avenir, les paramètres climatiques de la commune estimés pour 2050 selon différents scénarios d'émission de gaz à effet de serre sont consultables sur un site dédié publié par Météo-France en novembre 2022.

### Milieux naturels et biodiversité

#### Sites Natura 2000
Le réseau Natura 2000 est un réseau écologique européen de sites naturels d'intérêt écologique élaboré à partir des Directives « Habitats » et « Oiseaux ». Ce réseau est constitué de Zones spéciales de conservation (ZSC) et de Zones de protection spéciale (ZPS). Dans les zones de ce réseau, les États membres s'engagent à maintenir dans un état de conservation favorable les types d'habitats et d'espèces concernés, par le biais de mesures réglementaires, administratives ou contractuelles. L'objectif est de promouvoir une gestion adaptée des habitats tout en tenant compte des exigences économiques, sociales et culturelles, ainsi que des particularités régionales et locales de chaque État membre. Les activités humaines ne sont pas interdites, dès lors que celles-ci ne remettent pas en cause significativement l'état de conservation favorable des habitats et des espèces concernés. Une partie du territoire communal est incluse dans le site Natura 2000 : 
la « Sologne », d'une superficie de 346 184 ha.

#### Zones naturelles d'intérêt écologique, faunistique et floristique
L'inventaire des zones naturelles d'intérêt écologique, faunistique et floristique (ZNIEFF) a pour objectif de réaliser une couverture des zones les plus intéressantes sur le plan écologique, essentiellement dans la perspective d'améliorer la connaissance du patrimoine naturel national et de fournir aux différents décideurs un outil d'aide à la prise en compte de l'environnement dans l'aménagement du territoire. Le territoire communal de Ferté-Imbault comprend trois ZNIEFF : 
- le « Complexe des étangs de Rère et de Vié » (41,94 ha)[19] ;
- l'« Étang des Plaines » (30,14 ha)[20] ;
- la « Tourbière du Plessis » (48,47 ha)[21].

## Urbanisme

### Typologie
Au 1er janvier 2024, La Ferté-Imbault est catégorisée commune rurale à habitat dispersé, selon la nouvelle grille communale de densité à sept niveaux définie par l'Insee en 2022.
Elle est située hors unité urbaine. Par ailleurs la commune fait partie de l'aire d'attraction de Romorantin-Lanthenay, dont elle est une commune de la couronne,. Cette aire, qui regroupe 29 communes, est catégorisée dans les aires de moins de 50 000 habitants,.

### Voies de communication et transports

#### Voies
| 99 odonymes recensés à La Ferté-Imbault au 22 février 2014  | 99 odonymes recensés à La Ferté-Imbault au 22 février 2014 | 99 odonymes recensés à La Ferté-Imbault au 22 février 2014 | 99 odonymes recensés à La Ferté-Imbault au 22 février 2014 | 99 odonymes recensés à La Ferté-Imbault au 22 février 2014 | 99 odonymes recensés à La Ferté-Imbault au 22 février 2014 | 99 odonymes recensés à La Ferté-Imbault au 22 février 2014 | 99 odonymes recensés à La Ferté-Imbault au 22 février 2014 | 99 odonymes recensés à La Ferté-Imbault au 22 février 2014 | 99 odonymes recensés à La Ferté-Imbault au 22 février 2014 | 99 odonymes recensés à La Ferté-Imbault au 22 février 2014 | 99 odonymes recensés à La Ferté-Imbault au 22 février 2014 | 99 odonymes recensés à La Ferté-Imbault au 22 février 2014 | 99 odonymes recensés à La Ferté-Imbault au 22 février 2014 | 99 odonymes recensés à La Ferté-Imbault au 22 février 2014 | 99 odonymes recensés à La Ferté-Imbault au 22 février 2014 |
| Allée                                                       | Avenue                                                     | Bld                                                        | Chemin                                                     | Clos                                                       | Impasse                                                    | Montée                                                     | Passage                                                    | Place                                                      | Pont                                                       | Route                                                      | Rue                                                        | Ruelle                                                     | Venelle                                                    | Autres                                                     | Total                                                      |
| ----------------------------------------------------------- | ---------------------------------------------------------- | ---------------------------------------------------------- | ---------------------------------------------------------- | ---------------------------------------------------------- | ---------------------------------------------------------- | ---------------------------------------------------------- | ---------------------------------------------------------- | ---------------------------------------------------------- | ---------------------------------------------------------- | ---------------------------------------------------------- | ---------------------------------------------------------- | ---------------------------------------------------------- | ---------------------------------------------------------- | ---------------------------------------------------------- | ---------------------------------------------------------- |
| 2                                                           | 0                                                          | 0                                                          | 5                                                          | 0                                                          | 3                                                          | 0                                                          | 0                                                          | 2                                                          | 0                                                          | 2                                                          | 20                                                         | 1                                                          | 0                                                          | 64                                                         | 99                                                         |
| Notes « N »                                                 | Notes « N »                                                | 1. 2. 3. 4. 5. 6. 7. 8.                                    | 1. 2. 3. 4. 5. 6. 7. 8.                                    | 1. 2. 3. 4. 5. 6. 7. 8.                                    | 1. 2. 3. 4. 5. 6. 7. 8.                                    | 1. 2. 3. 4. 5. 6. 7. 8.                                    | 1. 2. 3. 4. 5. 6. 7. 8.                                    | 1. 2. 3. 4. 5. 6. 7. 8.                                    | 1. 2. 3. 4. 5. 6. 7. 8.                                    | 1. 2. 3. 4. 5. 6. 7. 8.                                    | 1. 2. 3. 4. 5. 6. 7. 8.                                    | 1. 2. 3. 4. 5. 6. 7. 8.                                    | 1. 2. 3. 4. 5. 6. 7. 8.                                    | 1. 2. 3. 4. 5. 6. 7. 8.                                    | 1. 2. 3. 4. 5. 6. 7. 8.                                    |
| Sources : rue-ville.info & perche-gouet.net & OpenStreetMap |                                                            |                                                            |                                                            |                                                            |                                                            |                                                            |                                                            |                                                            |                                                            |                                                            |                                                            |                                                            |                                                            |                                                            |                                                            |

#### Transports en commun

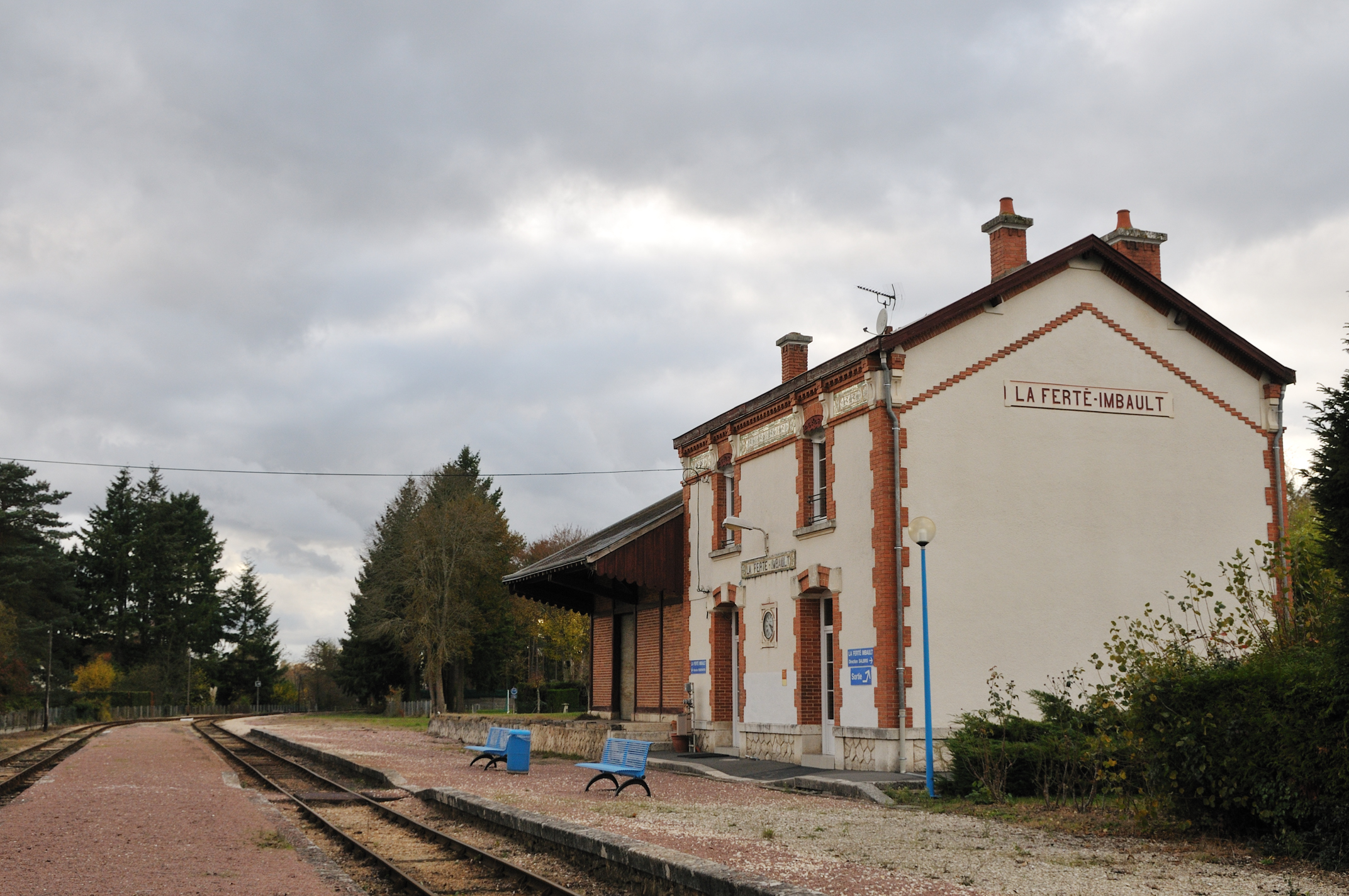
Gare de la Ferté Imbault

La commune est desservie par le Chemin de fer du Blanc-Argent, qui la relie à Salbris d'une part, et Valençay via Romorantin-Lanthenay d'autre part. La gare de la Ferté-Imbault voit s'arrêter 5 à 7 trains par jour dans chaque direction, et permet les correspondances vers la ligne Paris-Orléans-Montluçon et la ligne des Aubrais à Montauban à Salbris, et vers la ligne Vierzon-Tours via la gare de Gièvres.
Un arrêt de bus, opéré par Keolis, assure les transports scolaires vers le collège de Salbris et le lycée de Romorantin-Lanthenay.

### Occupation des sols
L'occupation des sols est marquée par l'importance des espaces agricoles et naturels (96,8 %). La répartition détaillée ressortant de la base de données européenne d'occupation biophysique des sols Corine Land Cover millésimée 2012 est la suivante : 
terres arables (11,6 %), 
cultures permanentes (0,6 %), 
zones agricoles hétérogènes (15,4 %), 
prairies (3,5 %), 
forêts (65,2 %), 
milieux à végétation arbustive ou herbacée (0,7 %), 
zones urbanisées (1 %), 
espaces verts artificialisés non agricoles (0,5 %), 
zones industrielles et commerciales et réseaux de communication (1,7 %), 
eaux continentales (0,5 %).

### Planification
La loi SRU du 13 décembre 2000 a incité fortement les communes à se regrouper au sein d'un établissement public, pour déterminer les partis d'aménagement de l'espace au sein d'un SCoT, un document essentiel d'orientation stratégique des politiques publiques à une grande échelle. La commune est dans le territoire du  SCOT de Grande Sologne, prescrit en juillet 2015.
En matière de planification, la commune disposait en 2017 d'un plan d'occupation des sols approuvé, un plan local d'urbanisme était en révision. Par ailleurs, à la suite de la loi ALUR (loi pour l'accès au logement et un urbanisme rénové) de mars 2014, un plan local d'urbanisme intercommunal couvrant le territoire de la Communauté de communes de la Sologne des Rivières a été prescrit le 9 décembre 2015.

### Habitat et logement
Le tableau ci-dessous présente la typologie des logements à la Ferté-Imbault en 2016 en comparaison avec celle du Loir-et-Cher et de la France entière. Une caractéristique marquante du parc de logements est ainsi une proportion de résidences secondaires et logements occasionnels (16,2 %) inférieure à celle du département (18 %) mais supérieure à celle de la France entière (9,6 %). Concernant le statut d'occupation de ces logements, 79,0 % des habitants de la commune sont propriétaires de leur logement (76,4 % en 2011), contre 68,1 % pour le Loir-et-Cher et 57,6 pour la France entière.
|                                                         | La Ferté-Imbault | Loir-et-Cher | France entière |
| ------------------------------------------------------- | ---------------- | ------------ | -------------- |
| Résidences principales (en %)                           | 71,1             | 74,5         | 82,3           |
| Résidences secondaires et logements occasionnels (en %) | 16,2             | 18           | 9,6            |
| Logements vacants (en %)                                | 12,6             | 7,5          | 8,1            |

### Risques majeurs
Le territoire communal de Ferté-Imbault est vulnérable à différents aléas naturels : inondations (par débordement de la Sauldre), climatiques (hiver exceptionnel ou canicule), feux de forêts, mouvements de terrains ou sismique (sismicité très faible).
Il est également exposé à deux risques technologiques : le risque industriel et  le transport de matières dangereuses,.

#### Risques naturels

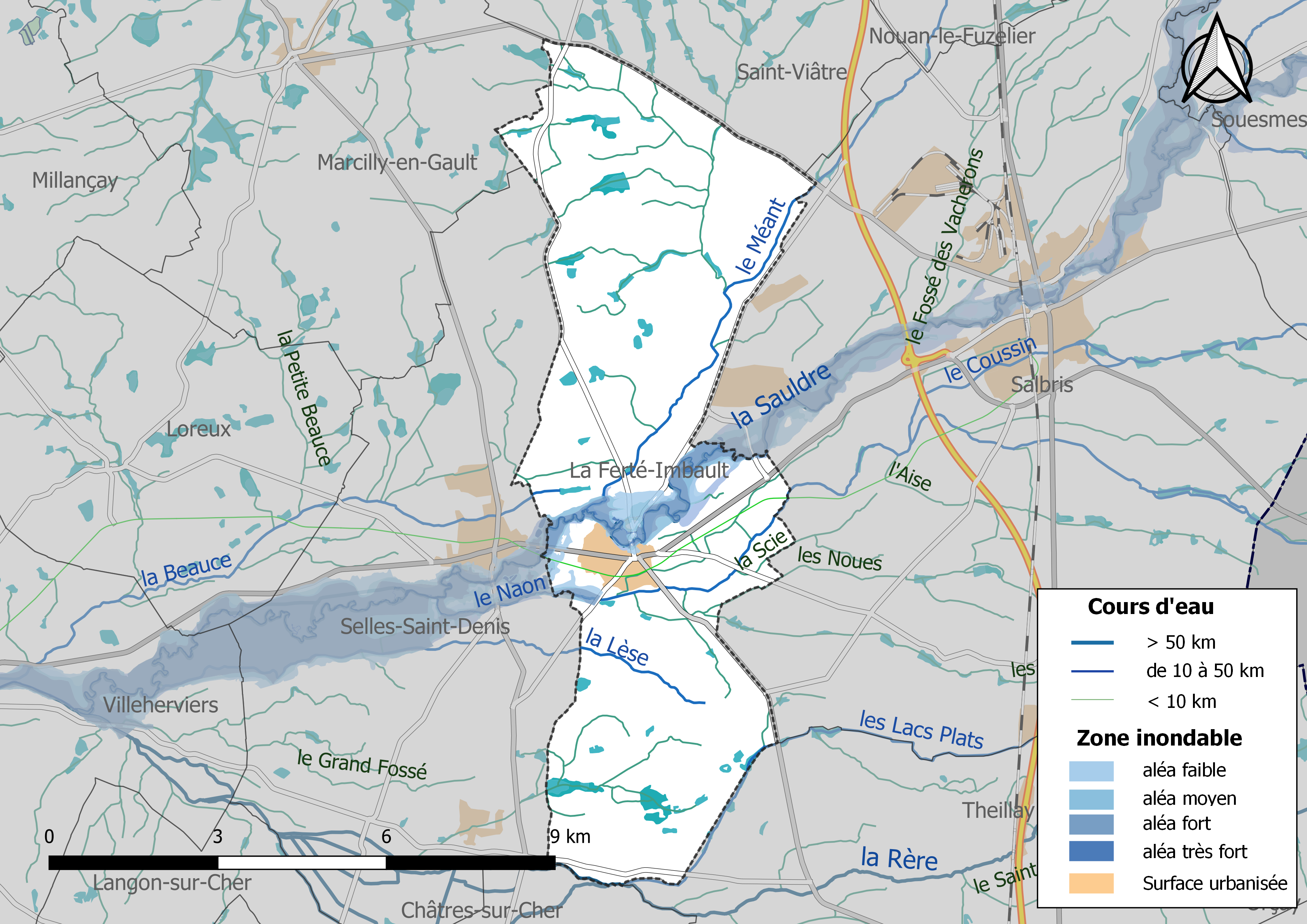
Zones inondables de la commune de Ferté-Imbault.

Les mouvements de terrains susceptibles de se produire dans la commune sont liés au retrait-gonflement des argiles. Le phénomène de retrait-gonflement des argiles est la conséquence d'un changement d'humidité des sols argileux. Les argiles sont capables de fixer l'eau disponible mais aussi de la perdre en se rétractant en cas de sécheresse. Ce phénomène peut provoquer des dégâts très importants sur les constructions (fissures, déformations des ouvertures) pouvant rendre inhabitables certains locaux. La carte de zonage de cet aléa peut être consultée sur le site de l'observatoire national des risques naturels Georisques.
Les crues de la Sauldre sont bien moins importantes que celles de la Loire, du Cher ou du Loir mais peuvent causer des dégâts aux enjeux exposés. Les crues historiques sont celles de 1770 (7 victimes) et de 1910 (3,30 m à Romorantin-Lanthenay au Bourgeau). Le débit maximal historique est de 280 m3/s et caractérise une crue de retour centennal. Le risque d'inondation est pris en compte dans l'aménagement du territoire de la commune par le biais du Plan de prévention du risque inondation (PPRI) de la Sauldre.

#### Risques technologiques
Maxam France, société spécialisée dans la fabrication de produits explosifs, est une entreprise de statut Seveso seuil haut. À ce titre, en cas d'accident, elle représente un risque majeur pour l'environnement qui doit être pris en compte dans les documents d'urbanisme. Un Plan de prévention des risques technologiques a été élaboré et approuvé à cet effet.
Le risque de transport de marchandises dangereuses dans la commune est lié à sa traversée par une route à fort trafic. Un accident se produisant sur une telle infrastructure est en effet susceptible d'avoir des effets graves au bâti ou aux personnes jusqu'à 350 m, selon la nature du matériau transporté. Des dispositions d'urbanisme peuvent être préconisées en conséquence.

## Toponymie
Son nom proviendrait de celui d'un des seigneurs de Vierzon, "Humbault le Tortu", La Ferté venant de Firmitas, place forte en latin.

## Histoire
Une occupation romaine a été retrouvée à l'emplacement du château actuel[réf. nécessaire].
Une première forteresse a été construite vers 980 par le seigneur de Vierzon. Une collégiale (Saint-Taurin) y est adjointe au XIIIe siècle, témoignant d'une certaine prospérité. La forteresse restera plusieurs siècles dans la descendance féminine de la Maison de Vierzon, c'est-à-dire dans les familles alliées de Brabant, d'Harcourt et de Montmorency-Beaussault (cf. l'article Jean IV d'Harcourt). Les terres des seigneurs de La Ferté-Imbault sont immenses et couvrent environ 10 000 hectares. Alix de Brabant, Dame de La Ferté-Imbault, est la nièce de la reine de France Marie de Brabant, épouse du roi Philippe III Le Hardi. Mais en 1424, sa descendante Catherine de Montmorency-Beaussault vend à Robert II d'Estampes, futur seigneur de Valençay.
Lors de la guerre de Cent Ans, le château de La Ferté-Imbault est pris et détruit, ainsi que le village attenant. Il est reconstruit à la Renaissance. Il est détruit par un incendie lors des guerres de religion en 1562. Il est reconstruit au début du XVIIe siècle par Jacques d'Étampes, futur maréchal de France, qui participera à la plupart des guerres aux côtés de Louis XIII et qui sera décoré par Louis XIV ; il porta le premier les titres de marquis de la Ferté-Imbault et de Mauny (terre venue de sa mère), mais sans investiture connue. Sous le règne de Louis XV (qui pensera à racheter le marquisat de La Ferté-Imbault pour titrer l'une de ses maîtresses) et de Louis XVI, Marie-Thérèse Geoffrin, marquise de La Ferté-Imbault (1715-1791) — épouse du marquis Philippe-Charles d'Estampes, et fille de la célèbre Marie-Thérèse Rodet, épouse Geoffrin — est fêtée à la cour de Versailles et devient l'amie tant de la famille royale que de la marquise de Pompadour. Elle enseignera même la philosophie aux sœurs de Louis XVI, Elisabeth et Clotilde de France. En 1748, la famille alliée Le Conte de Nonant de Piercourt obtient La Ferté-Imbault, jusqu'en 1807 où commence une série de ventes qui feront passer cette terre en 1824 aux Lee-Kirby.
À la Révolution française, la commune est rattachée à celle de Selles-Saint-Denis et retrouvera son autonomie en 1860. Les deux ailes du château sont détruites.
En mai 1824, une riche famille anglaise, les Lee-Kirby originaires de Leeds, acquiert la terre de la Ferte-Imbault et s'installe au château. Elle modernise l'agriculture locale en adoptant les innovations culturales anglaises (plantes fourragères et cultures améliorantes, tels le trèfle et la luzerne) dans ses nombreuses fermes. La présence de cette famille étrangère reste néanmoins mal appréciée dans le village. Par exemple, lors de la Révolution de 1830, la population de la Ferté-Imbault, armée de fourches et de piques, envahit le château et cherche à lyncher le propriétaire mis en fuite. La pratique protestante de la famille, assortie d'un fort prosélytisme, entraîne de graves oppositions à la communauté villageoise tout au long du XIXe siècle, comme en 1868 lors de la construction de la nouvelle église paroissiale Saint-Taurin, édifiée face à l'entrée du château.
L'édifice subit d'importants dommages lors d'un bombardement le 8 mai 1944. Il est restauré par la suite.

## Politique et administration

### Découpage territorial
La commune de Ferté-Imbault est membre de la Communauté de communes de la Sologne des Rivières, un établissement public de coopération intercommunale (EPCI) à fiscalité propre créé le 1er janvier 2002.
Elle est rattachée sur le plan administratif à l'arrondissement de Romorantin-Lanthenay, au département de Loir-et-Cher et à la région Centre-Val de Loire, en tant que circonscriptions administratives. Sur le plan électoral, elle est rattachée au canton de la Sologne depuis 2015 pour l'élection des conseillers départementaux et à la deuxième circonscription de Loir-et-Cher pour les élections législatives.

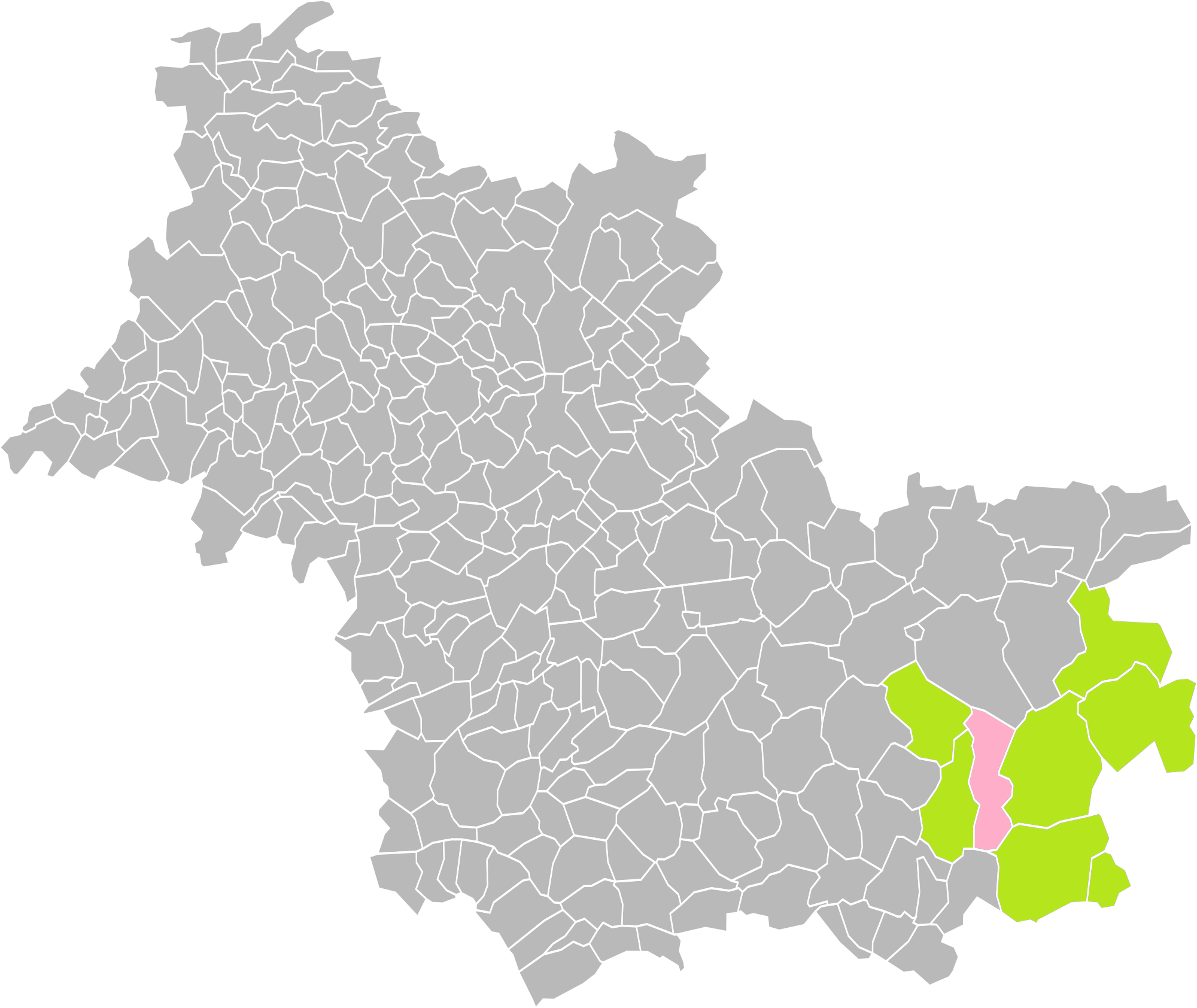
La Ferté-Imbault dans l'intercommunalité en 2016.
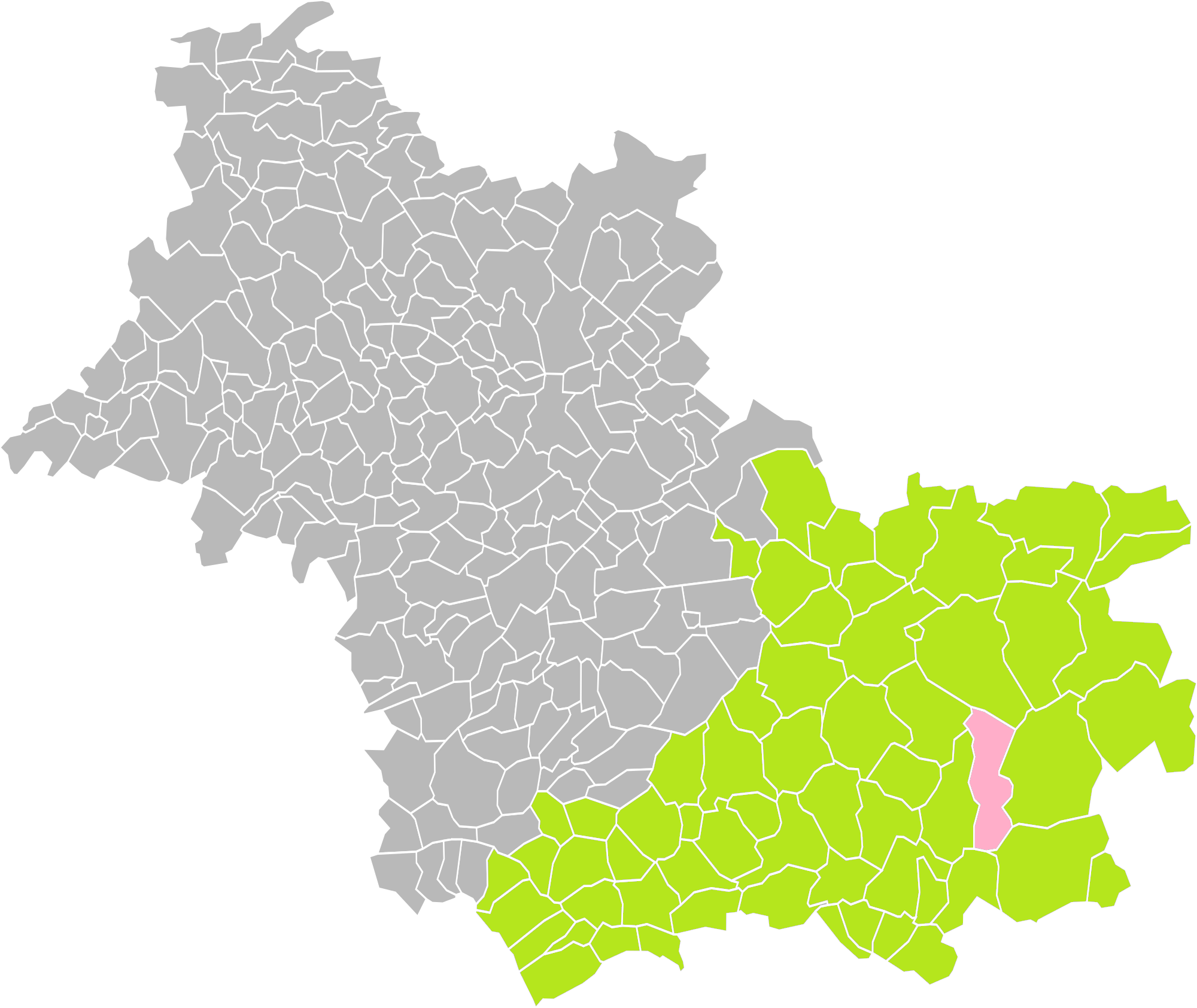
La Ferté-Imbault dans l'arrondissement de Romorantin-Lanthenay en 2016.
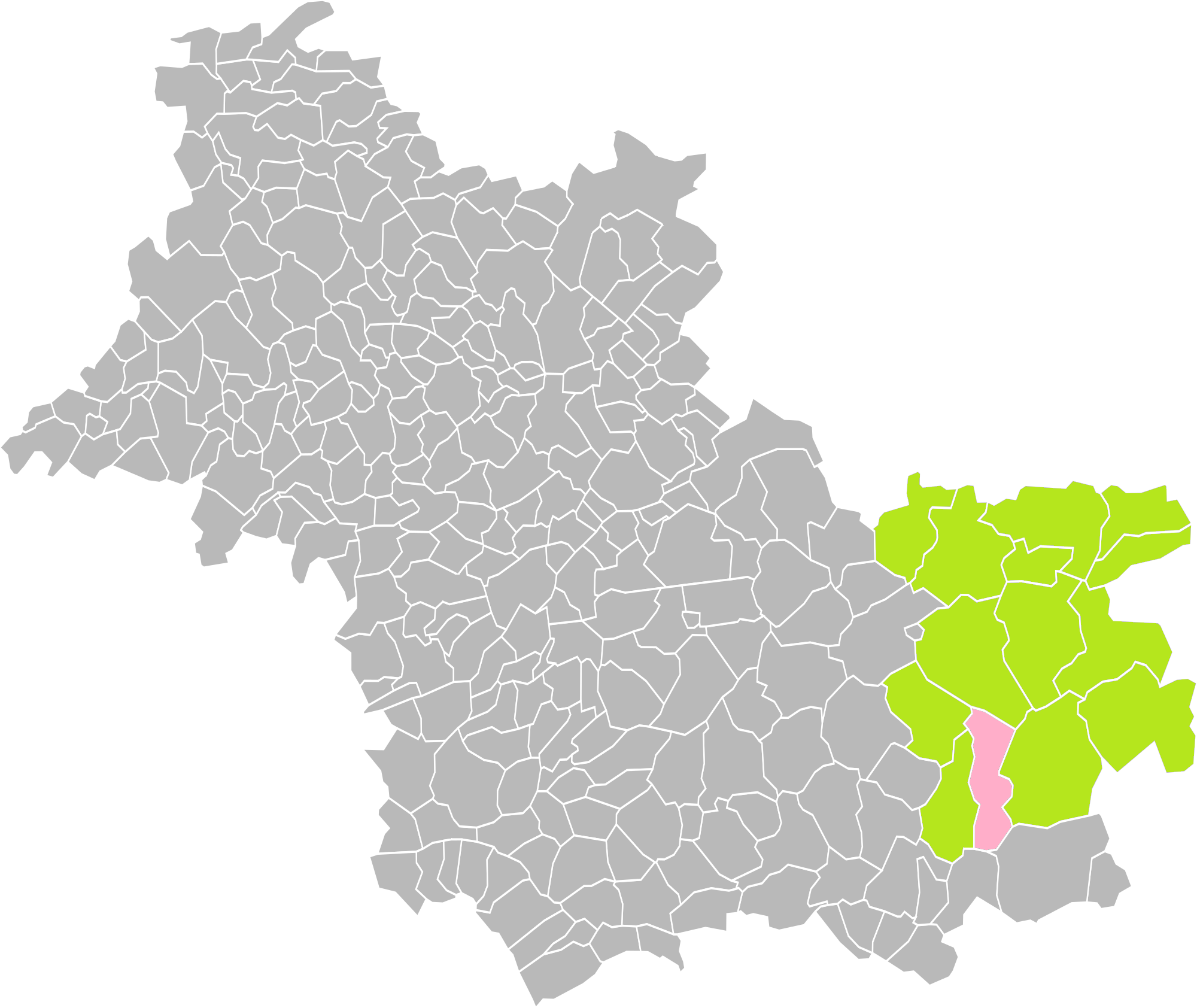
La Ferté-Imbault dans le canton de la Sologne en 2016.

### Politique et administration municipale

#### Conseil municipal et maire
Le conseil municipal de Ferté-Imbault, commune de moins de 1 000 habitants, est élu au scrutin majoritaire plurinominal avec listes ouvertes et panachage. Compte tenu de la population communale, le nombre de sièges au conseil municipal est de 15. Le maire, à la fois agent de l'État et exécutif de la commune en tant que collectivité territoriale, est élu par le conseil municipal au scrutin secret lors de la première réunion du conseil suivant les élections municipales, pour un mandat de six ans, c'est-à-dire pour la durée du mandat du conseil.
| Période                                  | Période   | Identité           | Étiquette | Qualité         |
| ---------------------------------------- | --------- | ------------------ | --------- | --------------- |
| mars 2001                                | mars 2008 | Daniel Ville       |           |                 |
| mars 2008                                | mars 2014 | Philippe Henault   |           |                 |
| mars 2014                                | En cours  | Isabelle Gasselin, |           | sans profession |
| Les données manquantes sont à compléter. |           |                    |           |                 |

## Population et société

### Démographie

#### Évolution démographique
L'évolution du nombre d'habitants est connue à travers les recensements de la population effectués dans la commune depuis 1861. Pour les communes de moins de 10 000 habitants, une enquête de recensement portant sur toute la population est réalisée tous les cinq ans, les populations de référence des années intermédiaires étant quant à elles estimées par interpolation ou extrapolation. Pour la commune, le premier recensement exhaustif entrant dans le cadre du nouveau dispositif a été réalisé en 2008.

En 2022, la commune comptait 951 habitants, en évolution de −2,66 % par rapport à 2016 (Loir-et-Cher : −1,15 %, France hors Mayotte : +2,11 %).
| 1861 | 1866 | 1872 | 1876 | 1881 | 1886  | 1891  | 1896  | 1901  |
| ---- | ---- | ---- | ---- | ---- | ----- | ----- | ----- | ----- |
| 877  | 955  | 943  | 994  | 991  | 1 008 | 1 019 | 1 028 | 1 036 |

| 1906  | 1911  | 1921  | 1926  | 1931  | 1936  | 1946  | 1954  | 1962  |
| ----- | ----- | ----- | ----- | ----- | ----- | ----- | ----- | ----- |
| 1 039 | 1 052 | 1 053 | 1 123 | 1 015 | 1 212 | 1 247 | 1 171 | 1 176 |

| 1968  | 1975  | 1982  | 1990  | 1999  | 2006 | 2008 | 2013 | 2018 |
| ----- | ----- | ----- | ----- | ----- | ---- | ---- | ---- | ---- |
| 1 088 | 1 123 | 1 104 | 1 047 | 1 035 | 981  | 966  | 985  | 974  |

| 2022 | - | - | - | - | - | - | - | - |
| ---- | - | - | - | - | - | - | - | - |
| 951  | - | - | - | - | - | - | - | - |

#### Pyramide des âges
La population de la commune est relativement âgée. Le taux de personnes d'un âge supérieur à 60 ans (31,2 %) est en effet supérieur au taux national (21,6 %) et au taux départemental (26,3 %).
À l'instar des répartitions nationale et départementale, la population féminine de la commune est supérieure à la population masculine. Le taux (52,2 %) est du même ordre de grandeur que le taux national (51,6 %).
La répartition de la population de la commune par tranches d'âge est, en 2007, la suivante :
- 47,8 % d'hommes (0 à 14 ans = 14,5 %, 15 à 29 ans = 13 %, 30 à 44 ans = 18,4 %, 45 à 59 ans = 26 %, plus de 60 ans = 28,1 %) ;
- 52,2 % de femmes (0 à 14 ans = 15,7 %, 15 à 29 ans = 11,9 %, 30 à 44 aLe décret de l'Assemblée nationale du 12 novembre 1789 décrète qu'« il y aura une municipalité dans chaque ville, bourg, paroisse ou communauté de campagne »[54], mais ce n'est qu'avec le décret de la Convention nationale du 10 brumaire an II (31 octobre 1793) que la paroisse de La Ferté-Imbault devient formellement « commune de La Ferté-Imbault »[54],[55].

## Économie

### Secteurs d'activité
Le tableau ci-dessous détaille le nombre d'entreprises implantées à la Ferté-Imbault selon leur secteur d'activité et le nombre de leurs salariés :
|                                                              | total | % com (% dep) | 0 salarié | 1 à 9 salarié(s) | 10 à 19 salariés | 20 à 49 salariés | 50 salariés ou plus |
| ------------------------------------------------------------ | ----- | ------------- | --------- | ---------------- | ---------------- | ---------------- | ------------------- |
| Ensemble                                                     | 49    | 100,0 (100)   | 33        | 15               | 1                | 0                | 0                   |
| Agriculture, sylviculture et pêche                           | 4     | 8,2 (11,8)    | 3         | 1                | 0                | 0                | 0                   |
| Industrie                                                    | 2     | 4,1 (6,5)     | 0         | 2                | 0                | 0                | 0                   |
| Construction                                                 | 8     | 16,3 (10,3)   | 5         | 3                | 0                | 0                | 0                   |
| Commerce, transports, services divers                        | 29    | 59,2 (57,9)   | 21        | 8                | 0                | 0                | 0                   |
| dont commerce et réparation automobile                       | 7     | 14,3 (17,5)   | 6         | 1                | 0                | 0                | 0                   |
| Administration publique, enseignement, santé, action sociale | 6     | 12,2 (13,5)   | 4         | 1                | 1                | 0                | 0                   |
| Champ : ensemble des activités.                              |       |               |           |                  |                  |                  |                     |

Le secteur du commerce, transports et services divers est prépondérant dans la commune (29 entreprises sur 49).
Sur les 49 entreprises implantées à la Ferté-Imbault en 2016, 33 ne font appel à aucun salarié, 15 comptent 1 à 9 salariés et 1 emploie entre 10 et 19 personnes
Au 1er juillet 2017, la commune est classée en zone de revitalisation rurale (ZRR), un dispositif visant à aider le développement des territoires ruraux principalement à travers des mesures fiscales et sociales. Des mesures spécifiques en faveur du développement économique s'y appliquent également.

### Agriculture
En 2010, l'orientation technico-économique de l'agriculture dans la commune est nd. Le département a perdu près d'un quart de ses exploitations en 10 ans, entre 2000 et 2010 (c'est le département de la région Centre-Val de Loire qui en compte le moins). Cette tendance se retrouve également au niveau de la commune où le nombre d'exploitations est passé de 31 en 1988 à 4 en 2000 puis à 3 en 2010.
Le tableau ci-dessous présente les principales caractéristiques des exploitations agricoles de Ferté-Imbault, observées sur une période de 22 ans : 
|                                      | 1988                 | 2000                 | 2010                 |
| Dimension économique                 | Dimension économique | Dimension économique | Dimension économique |
| ------------------------------------ | -------------------- | -------------------- | -------------------- |
| Nombre d'exploitations (u)           | 31                   | 4                    | 3                    |
| Travail (UTA)                        | 26                   | 5                    | nd                   |
| Surface agricole utilisée (ha)       | 654                  | 196                  | nd                   |
| Cultures                             |                      |                      |                      |
| Terres labourables (ha)              | 429                  | 111                  | s                    |
| Céréales (ha)                        |                      |                      |                      |
| dont blé tendre (ha)                 |                      |                      |                      |
| dont maïs-grain et maïs-semence (ha) |                      |                      |                      |
| Tournesol (ha)                       |                      |                      |                      |
| Colza et navette (ha)                |                      |                      |                      |
| Élevage                              |                      |                      |                      |
| Cheptel (UGBTA)                      | 232                  | 76                   | nd                   |

## Culture locale et patrimoine

### Lieux et monuments

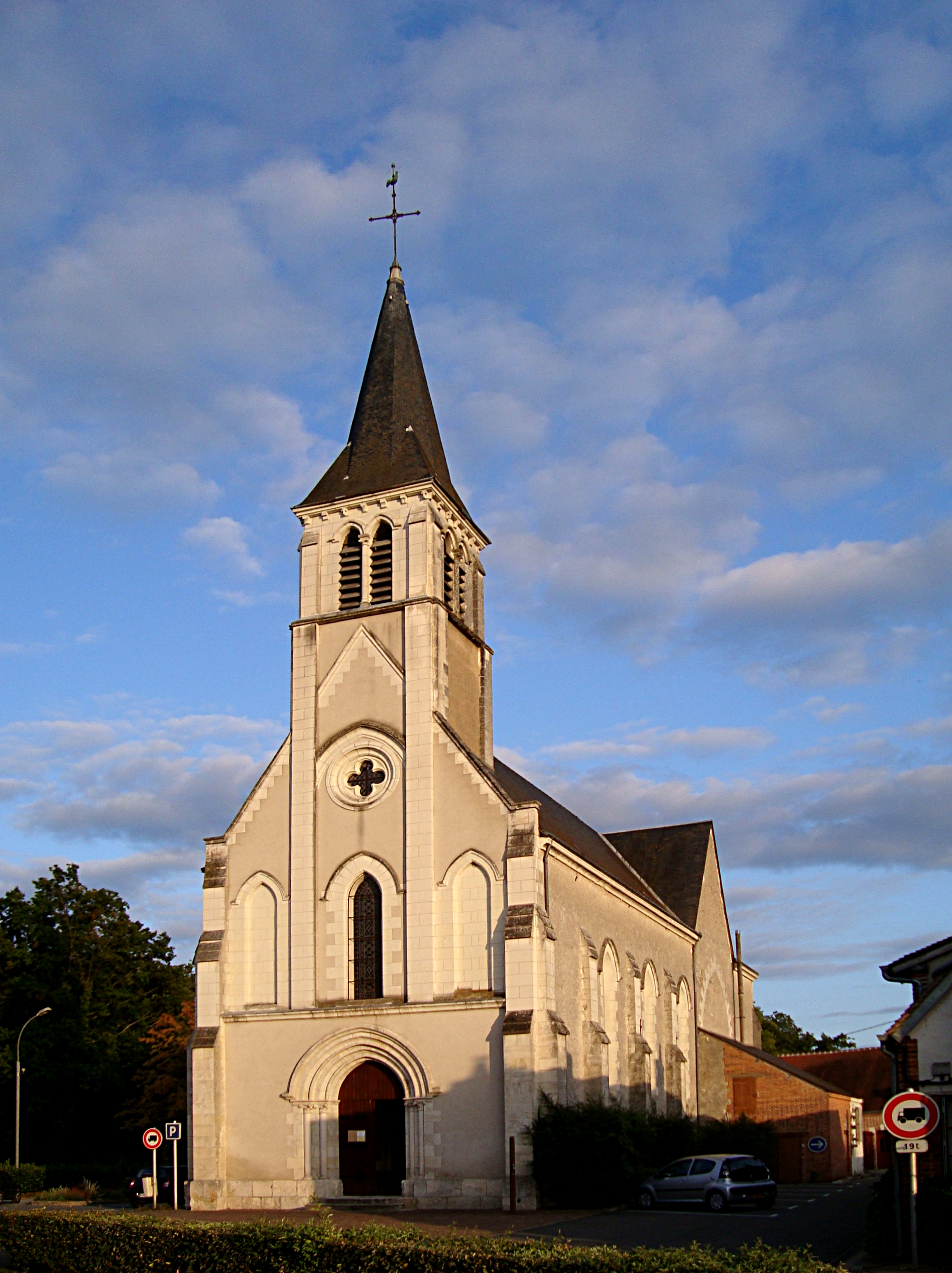
Eglise Saint-Taurin

- Le château de La Ferté-Imbault est celui reconstruit au XVIIe siècle. Les douves et la salle d'armes sont des vestiges de l'ancien édifice.
- L'église Saint-Taurin, érigée en 1869[62].
- La chapelle Saint-Taurin est un vestige de la collégiale du même nom, accolée à cette dernière au XVIIe siècle. Située sur l'île, elle comprend un sobre porche roman issu de l'ancienne collégiale, détruite en 1868[40].
- La gare de La Ferté-Imbault.
- Maisons anciennes dont le « prieuré », datant du XVIIIe siècle.
- L'île Saint-Taurin et les bords de Sauldre, notamment les vannes visibles depuis le pont qui sont le dernier vestige des moulins.
- L'étang communal du Petit Arcachon et son espace détente.
- Le château du Domaine de la Sauldre[63] et le château de la Noue[64].
- Les communautés religieuses de Magdala et de la Miséricorde Divine.
- Sur l'emplacement d'une ancienne maladrerie est érigée la croix Saint-Ladre.

### Héraldique
|  | Les armoiries de la Ferté Imbault se blasonnent ainsi : De gueules à Saint Taurin évêque d'argent, tenant de sa senestre une crosse épiscopale du même et bénissant de sa dextre. (Armorial d'Hozier - 1696). |

### Personnalités liées à la commune
- Madeleine Sologne (1912-1995), actrice de théâtre et de cinéma, née à la Ferté-Imbault.
- Henri-Alexandre Tessier (dit l'abbé Tessier) (1741-1837), célèbre agronome français, séjourna au château de La Ferté-Imbault en 1777 pour y effectuer des recherches sur l'ergot du seigle et l'ergotisme en Sologne.
- Jacques d'Étampes (v. 1590-1668), marquis de La Ferté-Imbault, élevé à la dignité de maréchal de France en 1651.
- L'ancien évêque de Bruges Roger Vangheluwe, accusé d'actes pédophiles, y a séjourné quelque temps en 2011 dans une communauté religieuse située dans la commune, à la suite de son départ de Belgique[65].
- Pierre-Marie Delfieux (1934-2013), décédé à la maison Magdala située dans la ville.
- Pierre Raymond Marie Bordes (1892-1953), médecin, officier de la Légion d'honneur, maire de La Ferté-Imbault (1929-1945 et 1947-1953), marié à la joueuse de tennis Marguerite Broquedis le 12 novembre 1925 à La Ferté-Imbault[66].
- Roger Chudeau (1949), inspecteur général de l'Éducation nationale, membre du cabinet ministériel de Gilles de Robien puis conseiller de François Fillon et enfin député de Loir-et-Cher, s'est présenté aux élections municipales de 2014 à La Ferté-Imbault[67].